# Réforme de la protection civile belge

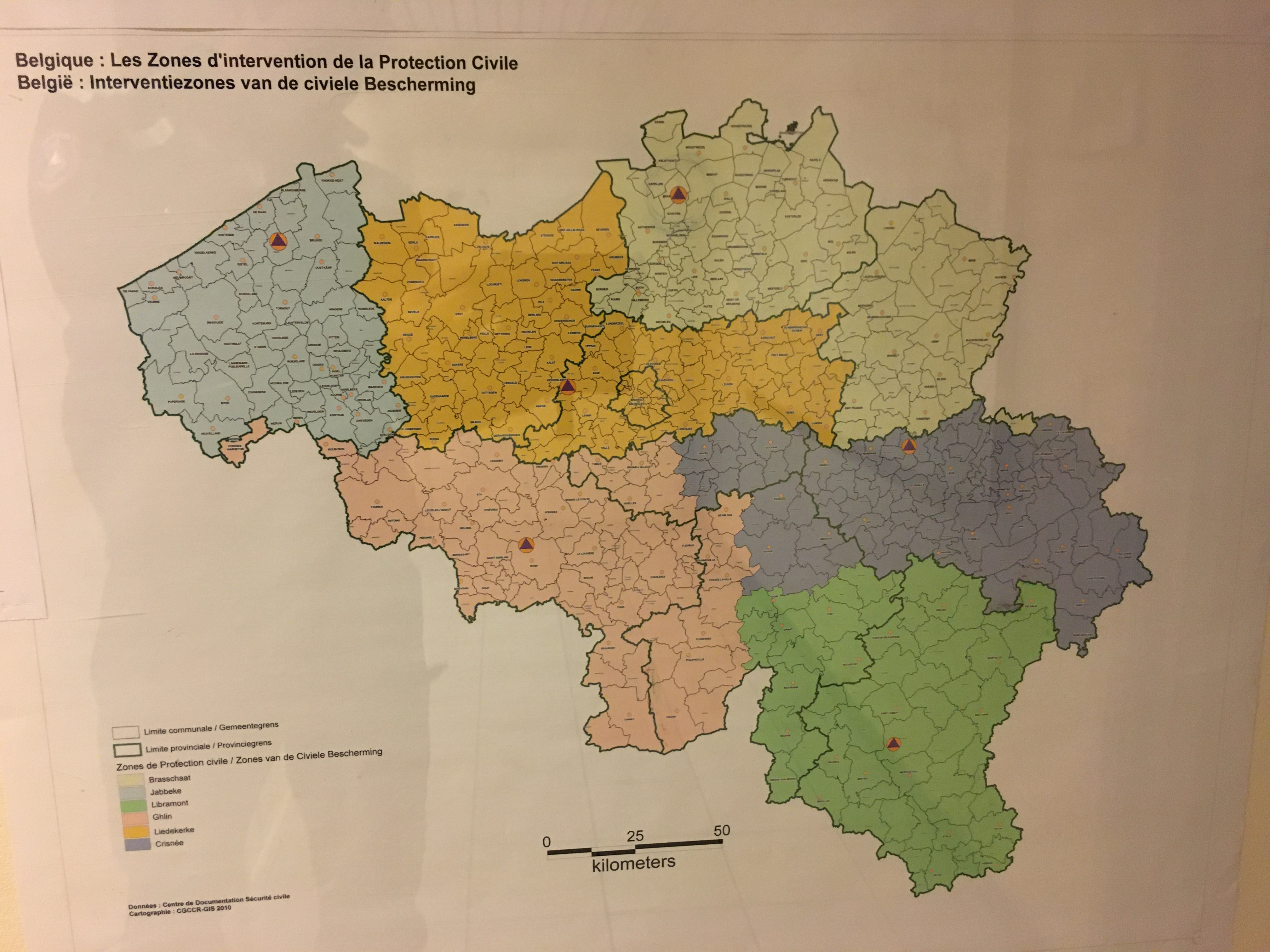
Carte des anciens secteurs d’intervention des six « unités opérationnelles » de la protection civile belge avant la réforme de 2019 et la suppression de quatre d’entre elles.

La réforme de la protection civile belge (néerlandais : Hervorming van de Civiele Bescherming) entra en vigueur le 1er janvier 2019 à l'initiative de Jan Jambon, alors ministre de l'Intérieur.
Elle se caractérise par le recentrage des activités de la protection civile belge à un échelon fédéral pour intervenir lors de missions spécialisées ou de longue durée. Les missions de première intervention ou de routine étant, depuis lors, assurées à l'échelon local par les pompiers répartis, depuis la réforme de la sécurité civile belge de 2007, en 35 zones de secours.

## Genèse

### Contexte

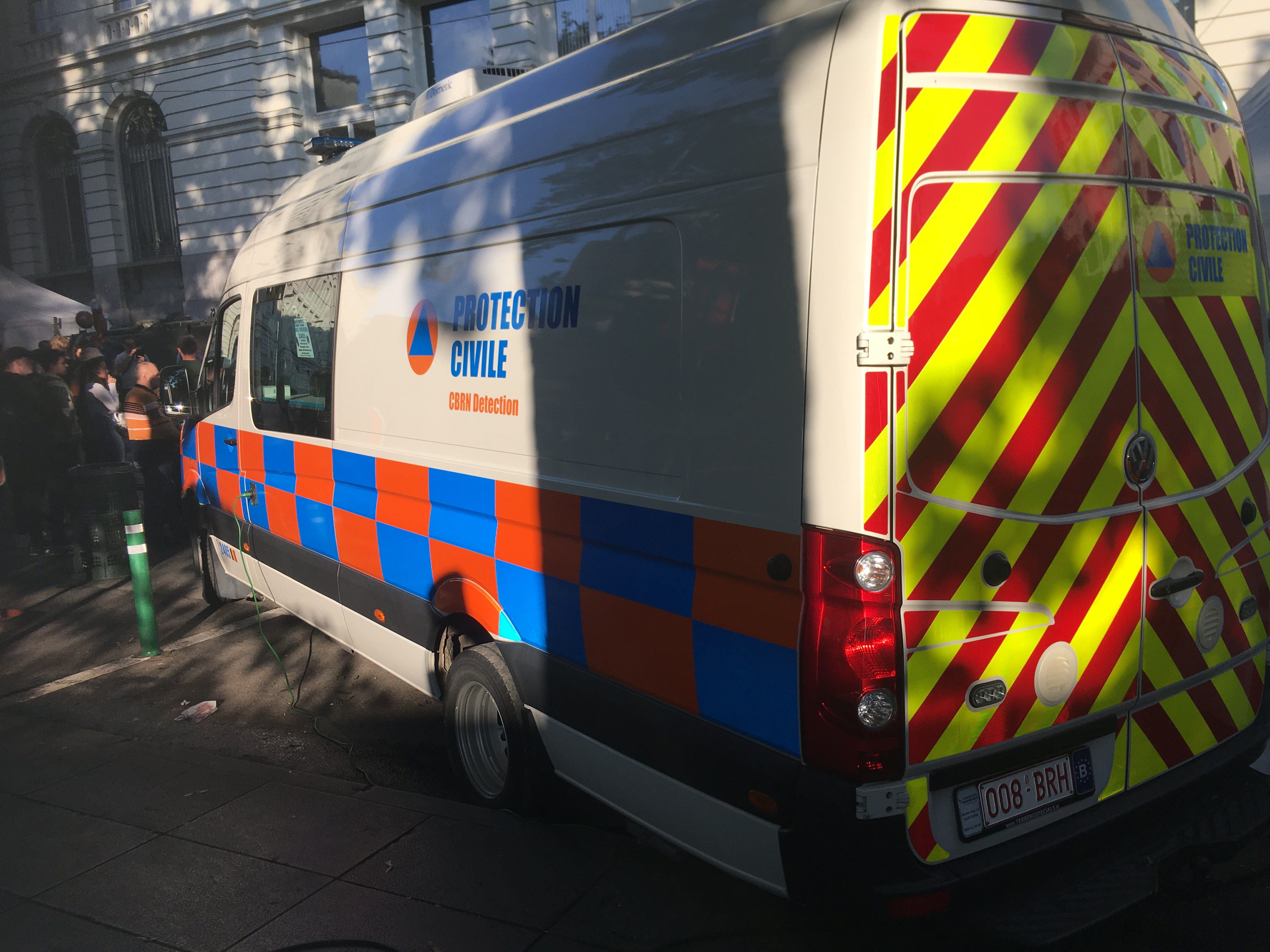
Un véhicule de détection « CBRN » (Chimique biologique Radiologique et Nucléaire) de la protection civile belge.

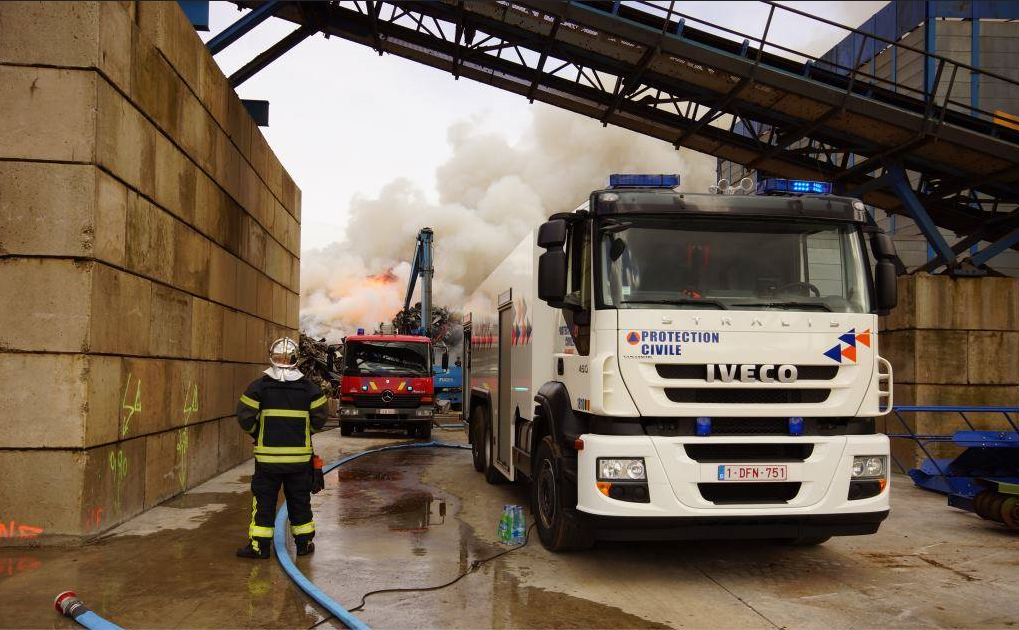
Les interventions d'appui de la protection civile aux pompiers sont désormais limités à des actions spécialisées ou sur le long terme et non plus à l'appui de routine, comme lors d'incendies.

La réforme de la protection civile fait suite à la réforme des services d'incendie de 2007, elle-même conséquente à la catastrophe de Ghislenghien du 30 juillet 2004. Cette réforme avait, d'une part, réparti les 251 anciens services régionaux d'incendie en 35 zones de secours, couvrant l’entièreté du territoire national et, d'autre part, modifié la nature des missions octroyées aux pompiers via l'arrêté royal du 10 juin 2014 déterminant les missions et les tâches de sécurité civile exécutées par les zones de secours et par les unités opérationnelles de la protection civile. Une fusion des corps de pompiers et de la protection civile avait d'ailleurs été envisagée lors de cette réforme, puis abandonnée.
Après cette réforme de la « discipline 1 » et la réforme des polices de Belgique de 2001 (« discipline 3 »), une analyse fut menée par le service public fédéral Intérieur au sujet de la « discipline 4 » et plus particulièrement de la protection civile, sur base de trois critères :
- Économiques: coût des bâtiments, coût de personnel, etc.
- Opérationnels : nombre d'interventions par caserne, endroits des interventions sur le territoire, etc.
- Analyse des risques : proximité de centrales nucléaires, d'entreprises Seveso, etc.

### Plan
À la suite de cette analyse, un plan de réforme de la protection civile fut rendu public le 4 avril 2017. Celui-ci prévoit :
- La suppression de 4 casernes, faisant passer le nombres « d'unités opérationnelles » de 6 à 2.
- La modification de missions initialement dévolues à la protection civile, transférées aux zones de secours, définies par un arrêté royal du 20 septembre 2017[6].
- Une spécialisation poussée des missions et du matériel rassemblés en 4 groupes : 
  - CBRN (Chimique biologique Radiologique et Nucléaire)
  - Search And Rescue
  - Heavy Technical Deployment (Génie civil)
  - Incident & Crisis Management (gestion de crise)
- Un statut administratif et pécuniaire plus intéressant, aligné sur celui des pompiers.
- Un nouveau statut pour les volontaires, aligné sur celui des professionnels.
- Un temps de travail adapté.
- Une rationalisation du personnel opérationnel répartis dans les deux unités.

## Conséquences opérationnelles

### Délai d'intervention
En réduisant le nombre de casernes, le temps d'intervention des unités opérationnelles se voit être rallongé pour une grande partie du territoire national, y compris Bruxelles, notamment lors d'assistance avec des moyens lourds en appui des opérations des pompiers. De nombreuses plaintes ont émané à la suite d'exemples de délai d'intervention trop importants de la protection civile ou d'absence de moyens adéquat des zones de secours afin de lutter contre les anciennes missions autrefois dévolues à la protection civile.

### Fermeture de casernes

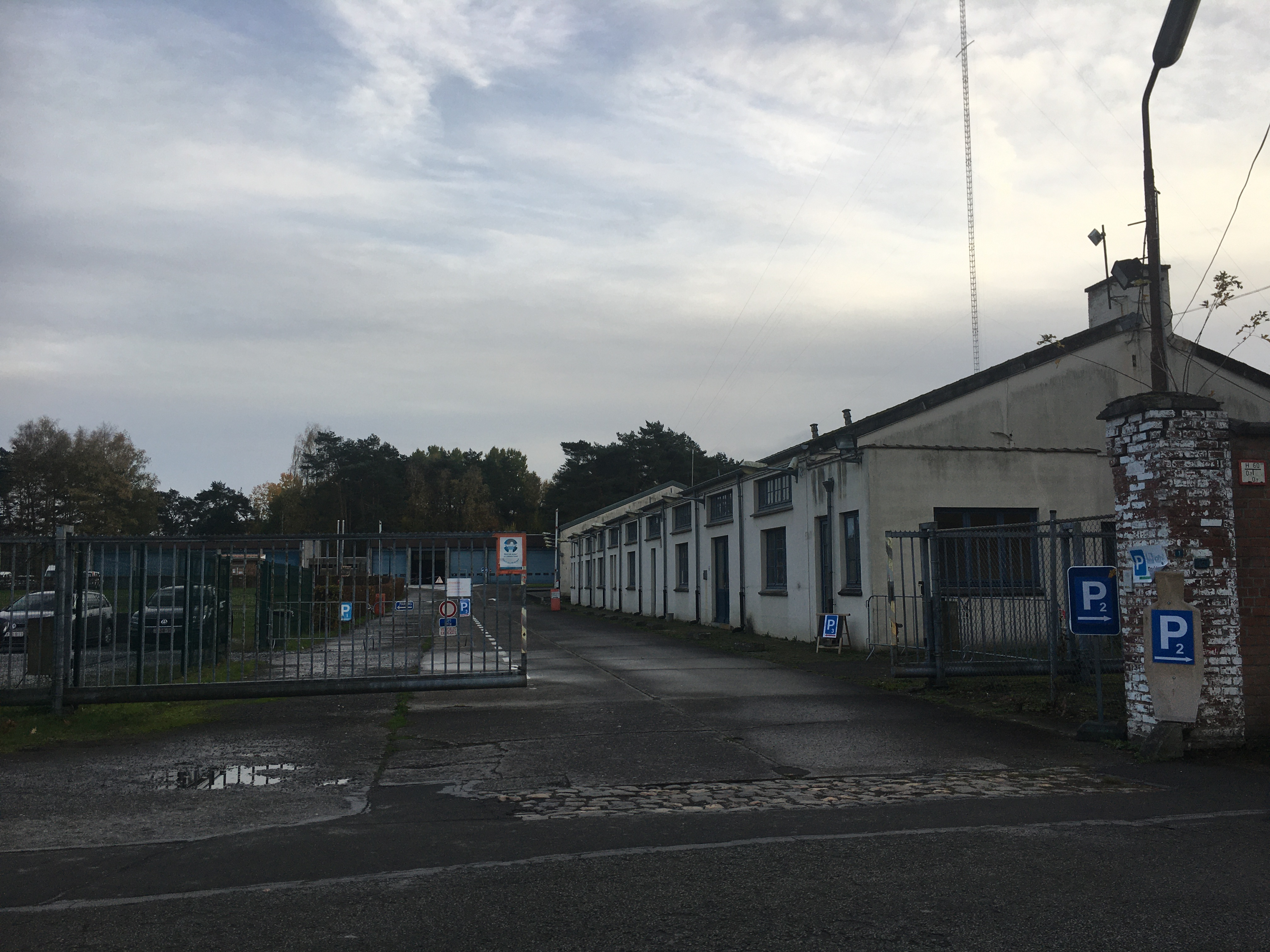
L'ancienne caserne de Ghlin, dans la province de Hainaut, est devenue un centre de formation provincial.

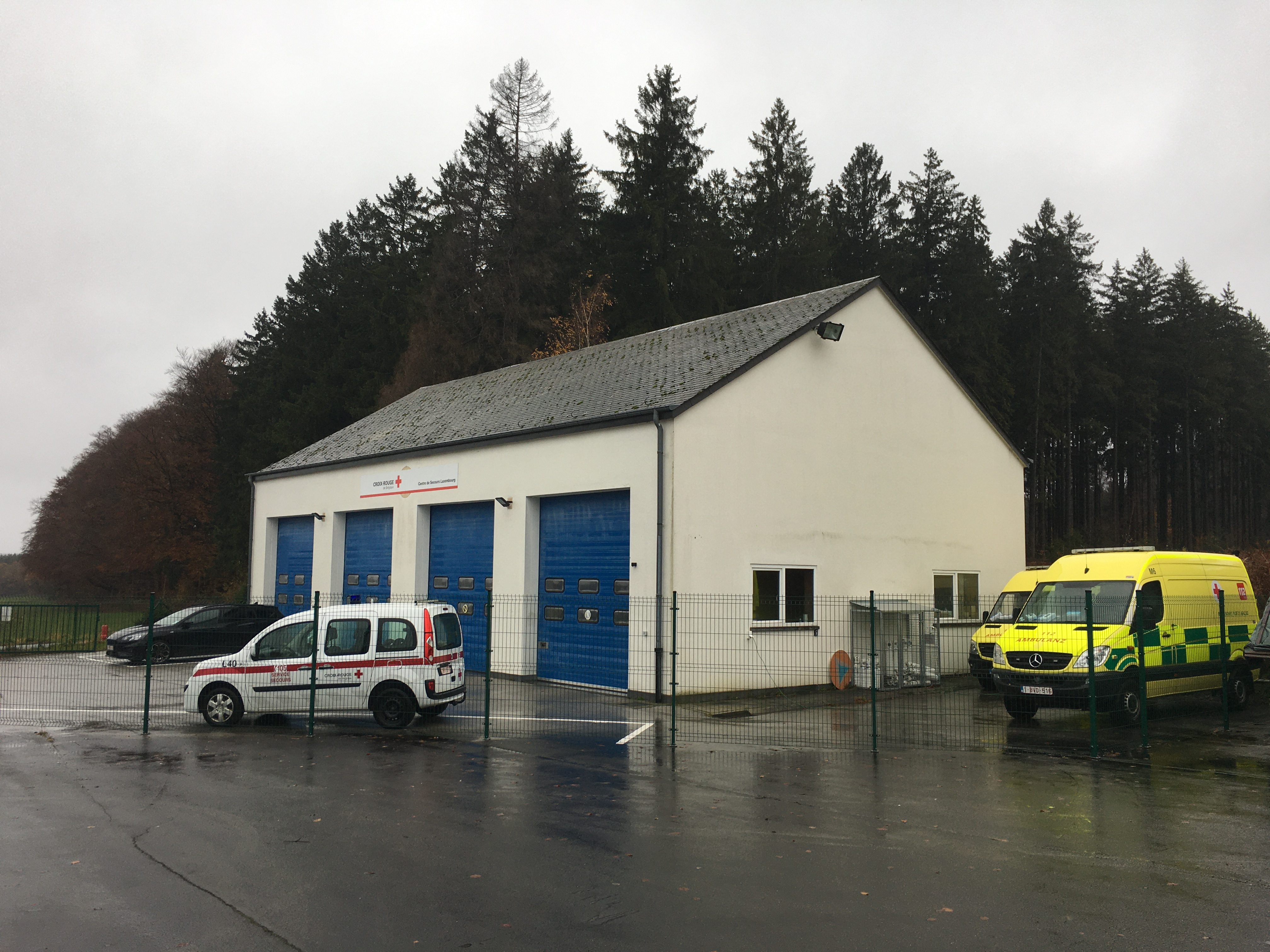
La caserne de Libramont abrite aujourd'hui l'état-major ainsi que l'un des postes de la zone de secours Luxembourg, en plus d'une antenne de la Croix-Rouge de Belgique.

Sur les six casernes (appelées « unités opérationnelles ») composant la protection civile avant la réforme, seules deux furent maintenues : l'une à Brasschaat (province d'Anvers) et l'autre à Crisnée (province de Liège). 
Les quatre casernes fermées furent cédées à différents organismes, notamment sur proposition du ministre chargé de la Régie des bâtiments, Koen Geens :
- Province du Brabant flamand : la caserne de Liedekerke a été cédée à la zone de secours Brabant flamand ouest et est devenue l'état-major de la zone.
- Province de Flandre-Occidentale : la caserne de Jabbeke est devenue un centre d’accueil pour demandeurs d'asile[9] malgré les protestations du bourgmestre, Frank Casteleyn[10].
- Province de Hainaut : la caserne de Ghlin est devenue un centre de formation multidisciplinaire géré par la province[11].
- Province de Luxembourg : la caserne de Libramont a été cédée à la zone de secours Luxembourg en juin 2019 via un bail emphytéotique pour un euro symbolique[12]. Depuis le 1er février 2021, elle abrite l'état-major de la zone, mais aussi un nouveau poste opérationnel pour les pompiers[13] ainsi qu'une antenne de la Croix-Rouge de Belgique.

En outre, la centralisation de trois casernes en une seule (tant du côté francophone, à Crisnée, que du côté néerlandophone à Brasschaat), posa de nombreux problèmes logistiques, dont un manque de place pour accueillir les différents véhicules et matériels dans les casernes restantes

### Modification des missions

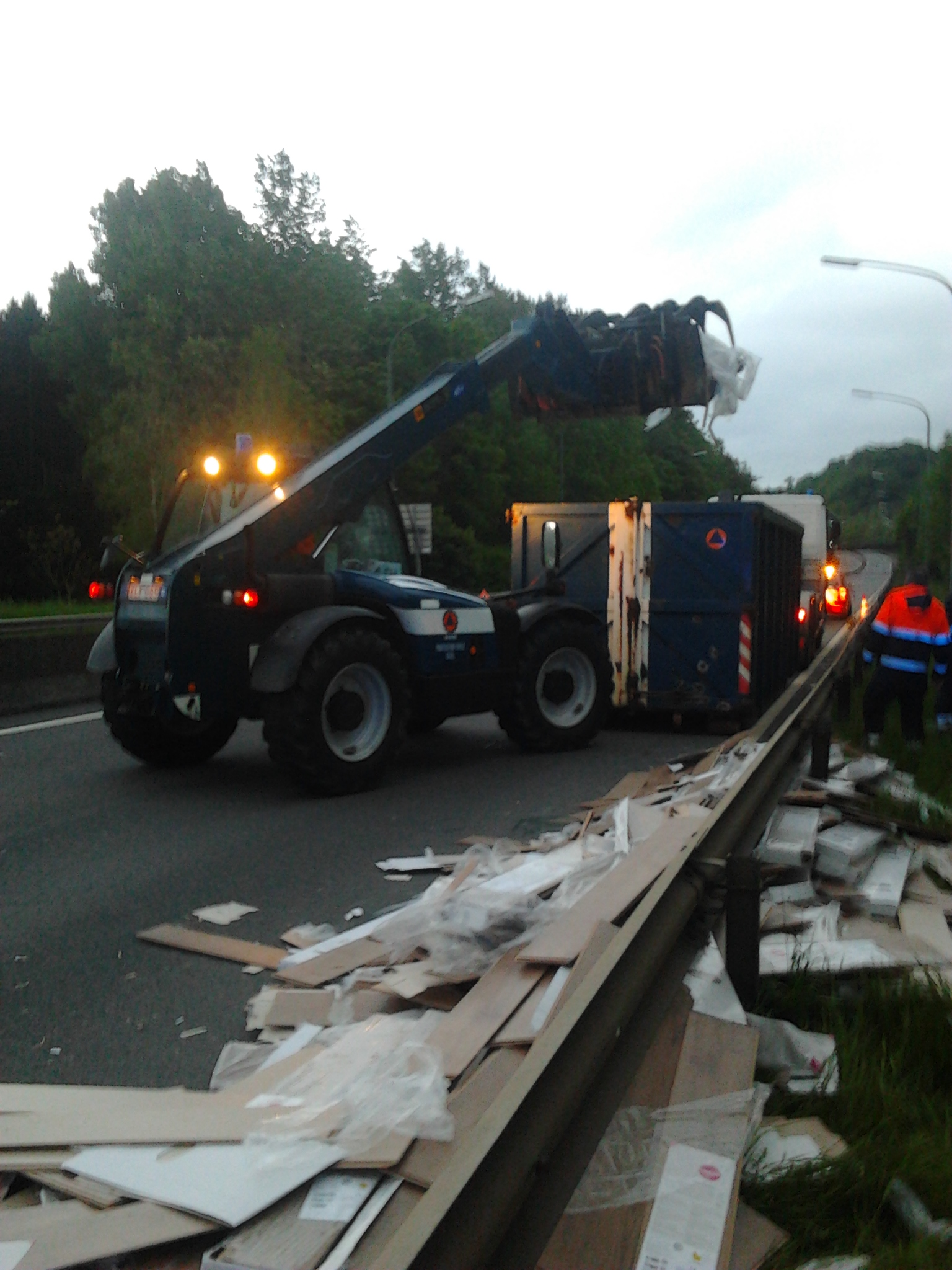
Depuis la réforme, la protection civile n'intervient plus pour les missions urgentes de « routine » en appui des pompiers, comme lors d'une perte de chargement, ici sur la N81 en 2016.

### Réduction des effectifs
Avant la réforme, la Protection civile comptait 1207 agents répartis en 513 professionnels et 694 volontaires. Au 1er janvier 2020 subsistaient 457 agents, 261 professionnels et 196 volontaires, soit une réduction de 750 agents. Les agents furent initialement réaffectés dans l'une des deux casernes restantes (celle de Crisnée, francophone ou celle de Brasschaat, néerlandophone), avec les conditions trajet vers le lieu de travail qui en découlent (les anciennes casernes étant souvent distantes de plus d'une centaine de kilomètres chacune). Toutefois, certains optèrent pour une réorientation vers d'autres services du Service public fédéral Intérieur (les zones de secours, centrale d'urgence 112, etc.), la mise à la pension ou la démission.

## Réactions

### Politiques
- La région de Bruxelles-capitale adressa à plusieurs reprises[17] ses inquiétudes au gouvernement fédéral[18] à la suite de la fermeture de la caserne de Liedekerke, situées à quelques dizaines de kilomètres à l'ouest et qui couvrait alors la région. En effet, depuis al réforme, c'est la caserne de Brasschaat, près d'Anvers qui est la caserne la plus proche de la capitale belge, sur les deux casernes restante (l'autre étant à Crisnée, près de Liège).

- En octobre 2017, le cdH et plus particulièrement Dimitri Fourny, le bourgmestre de la ville de Neufchâteau (où était basée l'une des six casernes de la protection civile jusqu'à son déménagement à Libramont en 2006), décide, avec 24 autres communes de la province de Luxembourg, de saisir le Conseil d’État pour faire invalider la décision de supprimer la caserne de Libramont[19]. Cependant, en 2020, la nouvelle majorité issue des Élections communales et provinciales belges de 2018 décida de retirer son recours[20].

### Conséquences lors des inondations de 2021

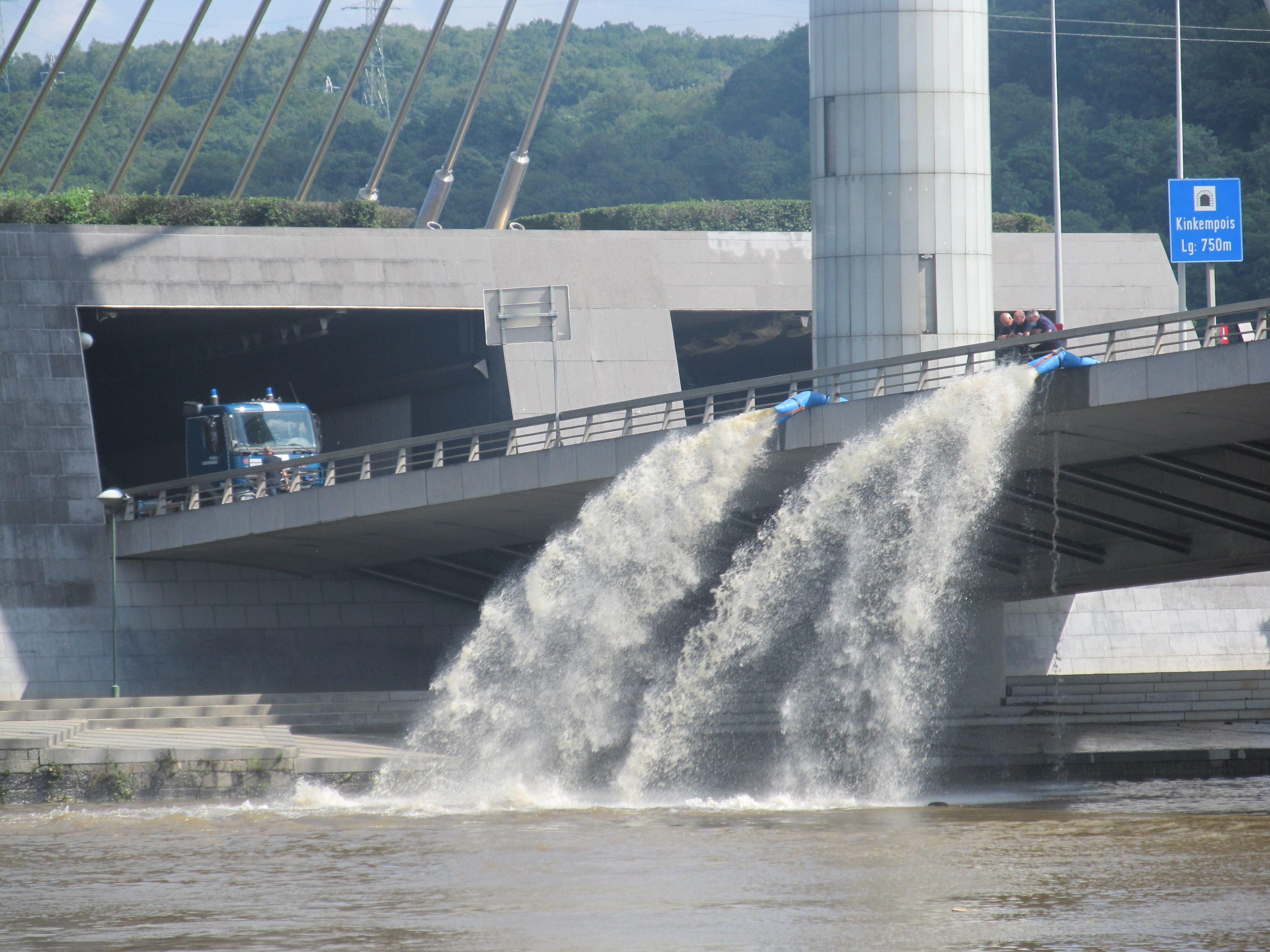
La réforme de la protection civile fut particulièrement critiquée après les inondations de juillet 2021 qui ont fait 39 morts et lors desquelles les moyens furent jugés insuffisants pour lutter contre la catastrophe (ici le pompage de l'A602, à Liège).

Lors des inondations de juillet 2021 en Belgique qui ont fait 39 morts, la réponse opérationnelle de la sécurité civile belge et particulièrement de la protection civile fut très critiquée, notamment à cause du manque de moyens et de matériel. Plusieurs responsables politiques se sont inquiétés de cette situation et ont remis en question la réforme de 2019 en proposant de la revoir avec, entre autres, l'ouverture de casernes supplémentaires. Parmi eux, le Ministre-président du gouvernement wallon, Elio Di Rupo a indiqué au lendemain de la catastrophe que « La réforme des zones de sécurité de la protection civile était une erreur ».

## Évolution
De nombreuses voix s'étant élevées contre cette réforme, une étude a été commandée par le Centre de Crise national à l'Université de Liège afin d'effectuer une analyse de risques et des propositions d'amélioration au gouvernement fédéral.